# Termioptycha
Termioptycha is een geslacht van vlinders van de familie snuitmotten (Pyralidae), uit de onderfamilie Epipaschiinae.

## Soorten
- T. aurantiaca Janse, 1931
- T. bilineata Wileman, 1911
- T. distantia Inoue, 1982
- T. eucarta (Felder & Rogenhofer, 1875)
- T. inimica Butler, 1897
- T. margarita Butler, 1879
- T. nigrescens Warren, 1891